# Emsiense
| Era Eratema | Periodo Sistema | Época Serie       | Edad Piso                | Inicio, en millones de años |
| ----------- | --------------- | ----------------- | ------------------------ | --------------------------- |
| Paleozoico  | Pérmico         | Pérmico           | Pérmico                  | 298,9±0,15                  |
| Paleozoico  | Carbonífero     | Carbonífero       | Carbonífero              | 358,86±0,19                 |
| Paleozoico  | Devónico        | Superior/Tardío   | Fameniense Famenniano    | 372,15±0,46                 |
| Paleozoico  | Devónico        | Superior/Tardío   | Frasniense Frasniano     | 382,31±1,36                 |
| Paleozoico  | Devónico        | Medio             | Givetiense Givetiano     | 387,95±1,04                 |
| Paleozoico  | Devónico        | Medio             | Eifeliense Eifeliano     | 393,47±0,99                 |
| Paleozoico  | Devónico        | Inferior/Temprano | Emsiense Emsiano         | 410,62±1,95                 |
| Paleozoico  | Devónico        | Inferior/Temprano | Pragiense Pragiano       | 413,02±1,91                 |
| Paleozoico  | Devónico        | Inferior/Temprano | Lochkoviense Lochkoviano | 419,62±1,36                 |
| Paleozoico  | Silúrico        | Silúrico          | Silúrico                 | 443,1±0,9                   |
| Paleozoico  | Ordovícico      | Ordovícico        | Ordovícico               | 486,8 ±1,5                  |
| Paleozoico  | Cámbrico        | Cámbrico          | Cámbrico                 | 538,8±0,6                   |

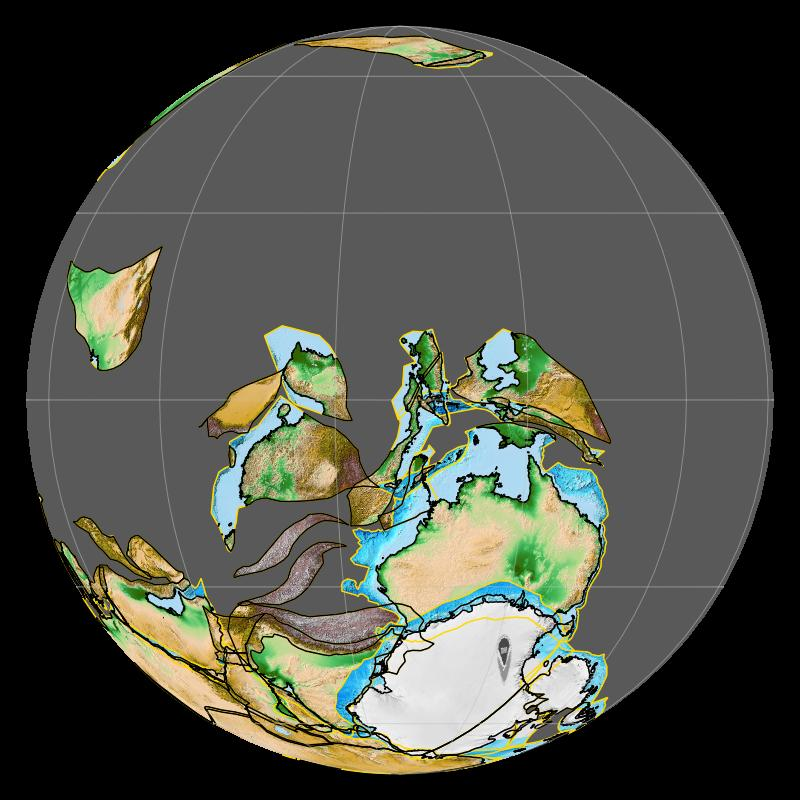
Paleogeografía del Emsiense, hace 400 Ma.

El Emsiense o Emsiano es el tercer y último primer piso y edad del Devónico Inferior/Temprano en la escala temporal geológica. Sucede al Pragiense y precede al Eifeliense (primer piso y edad del Devónico Medio). Se inició hace unos 410,62 millones de años y terminó hace unos 393,47 millones de años.
El Emsiense se introdujo en la literatura científica por el geólogo y paleontólogo belga Henry de Dorlodot en 1900. El nombre procede de la localidad de Bad Ems (estado de Renania-Palatinado, Alemania).

## Sección estratotipo y punto de límite global (GSSP)
La sección estratotipo y punto de límite global (GSSP) para la base del Emsiense está en la sección del barranco de Zinzil'ban,  en la reserva geológica estatal de Kitab (provincia de Kashkadar, Uzbekistán). Se caracteriza por la primera aparición del conodonto Polygnathus kitabicus. El piso y el GSSP fueron aprobados por la Comisión Internacional de Estratigrafía y ratificados posteriormente por la Unión Internacional de Ciencias Geológicas en agosto de 1996.
El techo del Emsiense se define por el GSSP de la base del Eifeliense, que se caracteriza por la primera aparición del conodonto Polygnathus costatus partitus.